# Federazione cestistica delle Maldive
La Maldives Basketball Association, maggiormente nota come MBA, fu fondata il 12 agosto 1991 e controlla e organizza la pallacanestro nelle Maldive.
Nelle Maldive la pallacanestro è il secondo sport più seguito dopo il calcio. L'obiettivo è promuovuere lo spirito di sportività della pallacanestro alla nazione. Affiliata alla FIBA dal 1997, soffre comunque la mancanza di livello delle partite, dovuto anche ai pochi tornei internazionali realizzati nella zona.